# Château d'Allinges-Neuf
Pour les articles homonymes, voir Châteaux d'Allinges.
Le château d'Allinges-Neuf ou Château-Neuf est un ancien château fort, des Xe – XIe siècles, dont les vestiges se dressent, dans le Chablais, sur la commune d'Allinges dans le département de la Haute-Savoie, en région Auvergne-Rhône-Alpes.
Les ruines se partagent l'éminence d'une colline, dite « butte des châteaux », avec celles d'Allinges-Vieux, dont-elles sont distantes de seulement 150 m. Le château était accompagné d'un bourg ceint de murailles dont-il ne reste guère de traces.

## Situation

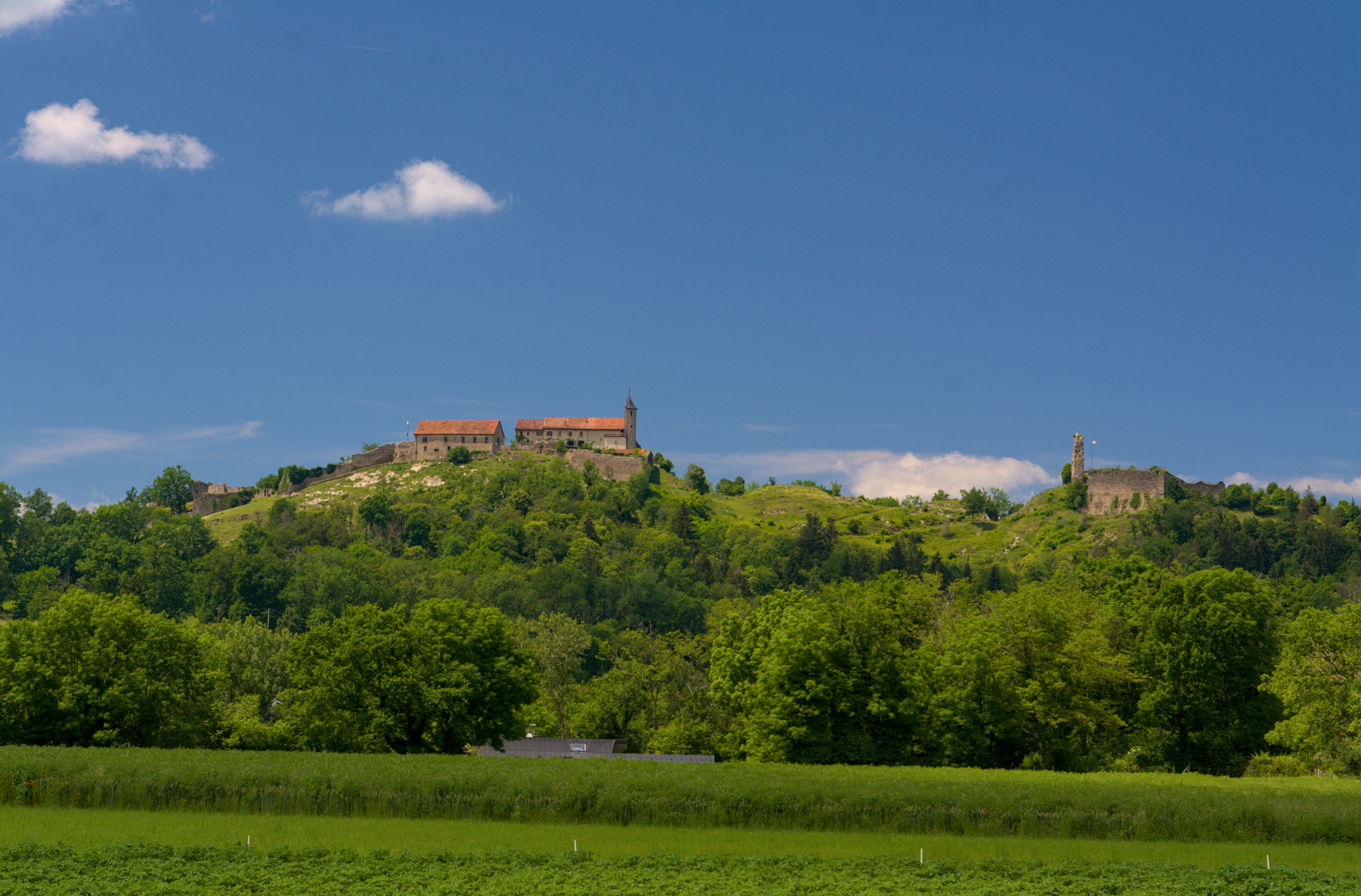
Ruines des châteaux d'Allinges-Neuf (gauche) et d'Allinges-Vieux (droite) depuis le versant sud

Les ruines du château d'Allinges-Neuf sont situées à l'ouest de la colline aux châteaux culminant à 712 mètres d'altitude. Il dominait avec Allinges-Vieux, d'une hauteur de 200 mètres le village d'Allinges. De cette éminence, les occupants des châteaux jouissaient d'une vue dominante sur Thonon-les-Bains et le Léman. Les deux châteaux étaient séparés par un petit col surcreusé de deux fossés. Les ruines sont accessibles depuis le hameau de Mâcheron (sud) par l'avenue des Châteaux ou directement depuis Allinges (nord) par la rue d'en Haut.

## Historique
Allinges-Neuf est édifié au Xe siècle par le roi de Bourgogne Rodolphe II, et restauré par son successeur Rodolphe III. Morand est mentionné, en 1203, comme châtelain du comte de Savoie, Thomas Ier. Allinges-Neuf est cité, en 1204, sous le terme de castra. Amédée VIII de Savoie en fait le siège d'une importante châtellenie du Chablais, dont dépend Thonon, rattaché au bailliage de Saint-Maurice d'Agaune, rôle qu'Allinges-Neuf perdra en 1288 au profit de Thonon  ; châtellenie d'Allinges-Thonon. Vers le milieu du XIIIe siècle, Pierre II de Savoie par son mariage avec Agnès de Faucigny, réunit les deux châteaux d'Allinges.
À la mort de ce dernier survenue en 1268, la rivalité qui oppose la Savoie dans la lutte de succession avec les dauphins de Viennois, héritiers des Faucigny, jusqu'à la première moitié du XIVe siècle, fait que pendant près de 70 ans les garnisons des deux châteaux sont en conflit permanent.
En 1272, il subit des dégâts par des machines de guerre. En 1282, le châtelain y fait des réparations, et le fait armer pour résister à la coalition des dauphins de Viennois et des comtes de Genève. En 1291, 1292 et 1302, il est de nouveau endommagé par des machines de sièges installées à Allinges-Vieux. En 1305, les deux châteaux se font subir un violent bombardement. Le château est pendant les deux années qui vont suivre pourvu d'une forte garnison. Au début de l'année 1308, les engins qui étaient jusqu'alors placés hors les murs, sont mis derrière les remparts. Il subit ensuite un siège qui durera 12 jours et qui se terminera par une grande bataille remportée par les savoyards. On y fait de nouveau de grosses réparations.
Les hostilités reprennent dès 1321 et dureront jusqu'en 1334 et de nouveau à partir de 1350. En 1325, lorsque le dauphin de Viennois Guigues VIII, en guerre avec le comte de Savoie, Édouard , vient mettre le siège devant le château, accompagné par Hugues de Faucigny, Amédée III de Genève et Hugues d'Anthon. La résistance qu'oppose la forteresse, permet au comte Édouard de se porter à son secours. Les troupes savoyardes au cri de « Savoie, Savoie », galvanisé par leur chef, « Prenons donc par les cheveux, cette occasion de gloire immortelle et n'endurons pas que la céleste Croix-Blanche à la vue de laquelle a souvent tremblé tout le pays d'Orient, soit aujourd'hui maculée de déshonneur », remporte la victoire.
En 1353, de durs combats opposent de nouveaux les deux garnisons. Il faudra attendre 1355 et le traité de Paris, qui voit l'incorporation du Faucigny aux États de la maison de Savoie, pour mettre fin aux luttes qui ont opposé les deux châteaux d'Allinges. Les habitants du bourg, qui s'étaient vu doté de franchises peu après sa création, tout comme ceux d'Allinges-Vieux, se transportèrent dans la plaine.
En 1536 il est pris, comme Allinges-Vieux, par les Bernois et occupé jusqu'en 1567.
En 1570 le commandement de la place est confié au baron d'Hermance qui pour renforcer les fortifications, abat les dernières maisons du bourg. Par la suite, Emmanuel-Philibert de Savoie, érige Allinges en comté ; il comprend les paroisses d'Allinges, de Lyaud, d'Armoy, d'Orcier, de Margencel, d'Anthy, de Perrignier, de Mésinges, de Draillant et de Cervens.
Saint François de Sales y séjourne, accueilli par le baron d'Hermance, de septembre 1594 à mars 1595. Chaque jour, par tous les temps, il descendait la colline des Allinges pour aller prêcher la bonne parole à Thonon et aux environs afin de ramener la population à l'Église catholique, apostolique et romaine passé depuis l'occupation bernoise à la Réforme protestante.
Lors des guerres qui opposent la Savoie à la France ; le château capitule en 1600 lors de la guerre franco-savoyarde de 1600-1601, et en 1630 les armées de Louis XIII occupent la place pendant un an.
Il est de nouveau occupé lors des invasions de 1690 et 1703. En 1703, pendant la guerre de succession d'Espagne, menacé par les troupes du roi de France, Louis XIV, le duc de Savoie, Victor-Amédée II, fait démanteler les forteresses.
En 1832 les ruines des deux châteaux sont achetées par Mgr Rey, évêque d'Annecy afin d'y installer une maison de la congrégation des Missionnaires de Saint-François-de-Sales. Ces derniers en font le centre d'un pèlerinage salésien et en sont encore aujourd'hui propriétaire.

## Protection
L'enceinte castrale, les deux barbacanes défendant les accès au sud-ouest, la chapelle castrale et les anciens logis adjacents (actuellement occupés par les missionnaires de Saint-François-de-Sales), la grange et ses caves voûtées situées au sud-ouest de la chapelle, l'emprise de l'ancien bourg castral occupant la moitié sud-ouest de l'enceinte où sont visibles des aménagements liés à l'habitat ou aux fonctions agricoles ; la parcelle comprenant les accès anciens et actuels à Château-Neuf font l’objet d’un classement au titre des monuments historiques par arrêté du 24 mai 2011.

## Description

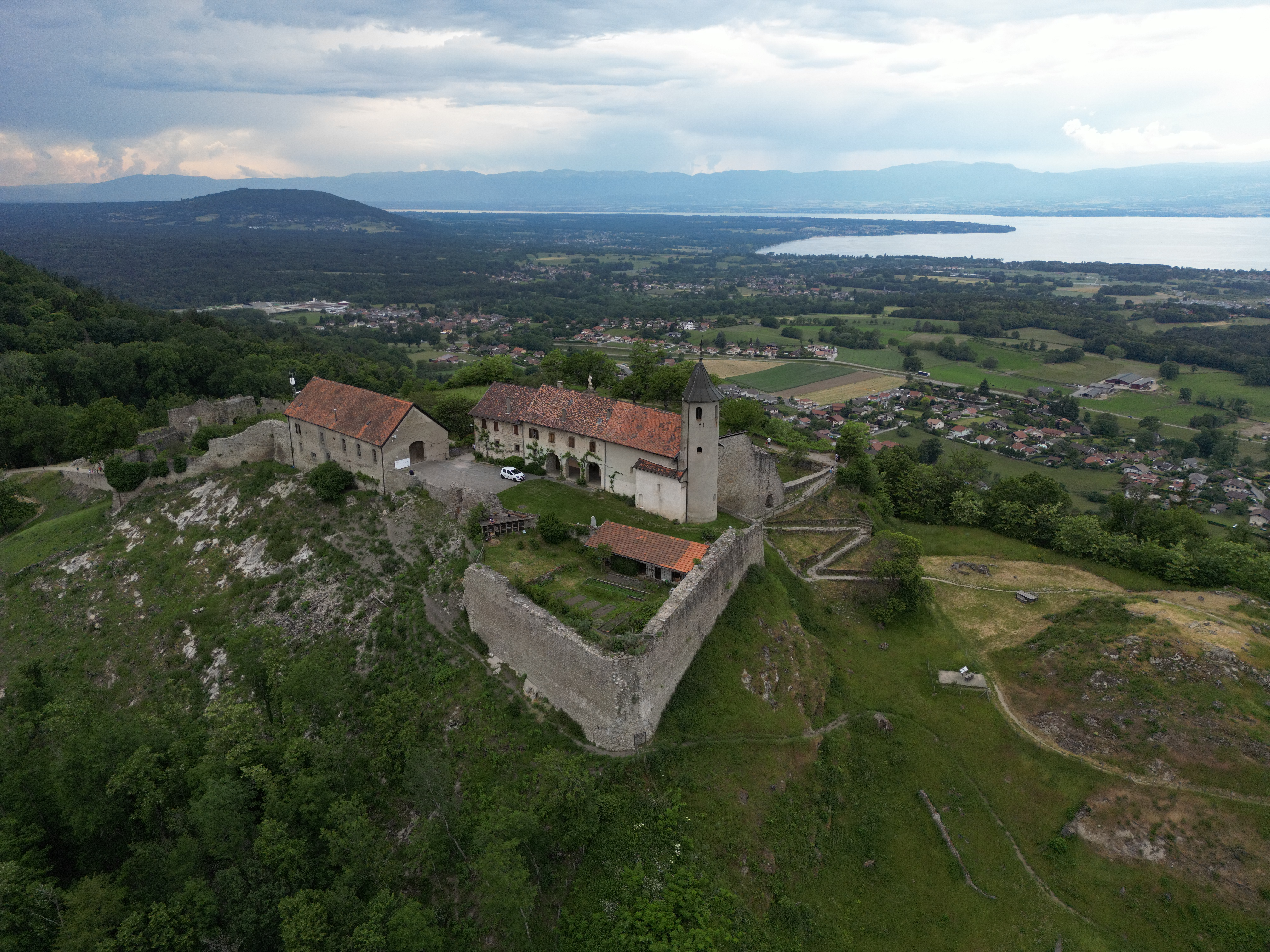
vue aérienne

Allinges-Neuf est composé de deux parties précédées d'une enceinte basse commune. La plus ancienne, au nord ouest, est une enceinte formant cour autour du donjon mentionné depuis 1073, aujourd'hui rasé, des sires d'Allinges.
La plus récente, le « château du comte », est une enceinte polygonale étirée, que l'on doit aux comtes de Savoie, qui l'ont crée à la fin du XIIe siècle ou au début du XIIIe siècle. Elle contient les ruines d'une tour maitresse carrée de 14 mètres de côté et ayant des murs épais de 2,24 mètres, avec logis et d'une chapelle castrale. Son abside semi-circulaire, logée dans une tour flanquante, présente, les restes d'une fresque romane du XIe siècle représentant un christ en majesté entouré des évangélistes et de saints. On peut aussi voir les bustes des quatre vertus et l'image en pied de saint Martin, évêque de Tours.

## Châtellenie d'Allinges-Neuf

### Organisation
Le château d'Allinges-Neuf est le centre d'une châtellenie comtale, dite des Allinges-Neuf au XIIIe siècle, puis châtellenie d'Allinges-Thonon vers la fin du XIIIe siècle,. La châtellenie de Ballaison y est adjointe de 1285 à 1288 et l'ancienne châtellenie d'Allinge-Vieux y est réunie en 1356. Elle relève de la judicature et du bailliage du Chablais. Son rôle, dans le cadre du contrôle du Chablais par la maison de Savoie, est relativement important.
La châtellenie recouvre le mandement — compris dans le sens territorial — d'Allinges-Neuf, constitué d'une vingtaine de paroisses, ainsi que la châtellenie de Ballaison (Balleyson) et, à partir de 1300, le bourg de Thonon et ses environs. Un métral représente le châtelain à Thonon.
| Commune          | Nom                     | Type         |
| ---------------- | ----------------------- | ------------ |
| Allinges         | Château d'Allinges-Neuf | château fort |
| Thonon-les-Bains | Château de Thonon       | château      |
| Thonon-les-Bains | Château de Ripaille     | châtelet     |
|                  | Maison forte de Bonnant | maison forte |

La châtellenie est érigée en comté le 3 juin 1570, elle comptait à cette période les paroisses suivantes : Allinges, Anthy, Armoy, Cervens, Draillant, Le Lyaud, Margencel, Mesinge, Orcier, Perrignier.

### Les châtelains
Le châtelain est un « [officier], nommé pour une durée définie, révocable et amovible »,. Il est chargé de la gestion de la châtellenie ou mandement, il perçoit les revenus fiscaux du domaine, et il s'occupe de l'entretien du château. Le châtelain est parfois aidé par un receveur des comptes, qui rédige « au net [...] le rapport annuellement rendu par le châtelain ou son lieutenant ».
Le siège de la châtellenie est transférée de Château-Neuf au château de Thonon en 1288, en raison de son dynamisme économique. Thonon devient une châtellenie indépendante à partir de 1570.
De 1536 à 1567, la partie nord du duché est occupée par les bernois. Après 1567, les châtelains ne gardent plus qu'un rôle judiciaire, la fonction militaire étant dévolue à des fonctionnaires qui portent le titre de capitaine, commandant ou encore gouverneur de la fortification.